# 山浦!深谷!イチヂカラ!
『山浦!深谷!イチヂカラ!』（やまうら ふかや イチヂカラ）は、東海ラジオ放送で2019年4月1日から2020年3月27日まで平日の13:00 - 16:00（JST）に放送されていた生ワイド番組。メインパーソナリティは山浦ひさしと深谷里奈。
本稿ではその続編として、2020年4月2日から9月25日まで同じ時間帯で放送された『山浦ひさし!イチヂカラ!』（やまうらひさし イチヂカラ）についても述べる。

## 概要
東海ラジオで2014年9月29日から2019年3月29日まで、平日夕方の生ワイド番組『山浦・深谷のヨヂカラ!』（やまうら・ふかやのヨヂカラ!、（以下『〜ヨヂカラ!』と略す）が放送されていた。
その後、2019年の4月改編で当該時間帯に『大澤広樹のドラゴンズステーション』（『東海ラジオ ガッツナイター』火 - 金曜分の中継などを内包する生ワイド番組）を開始することに伴い、2019年3月29日をもって『〜ヨヂカラ!』は終了となった。当番組は『〜ヨヂカラ!』のパーソナリティである山浦、深谷をそのまま起用し、平日の13:00 - 16:00（JST）の新ワイド番組として立ちあがった。
2019年の4月改編にあたり東海ラジオとしては「新番組の立ち上げ」としているが、事実上の『〜ヨヂカラ!』からの番組枠移動・改題であり、パーソナリティである山浦・深谷は『ぶっつけワイド』『宮地佑紀生の聞いてみや〜ち』など東海ラジオの歴代の看板番組が並ぶ平日昼間のワイド番組のパーソナリティへのステップアップを果たすことになった。
2020年の4月改編では山浦が単独でメインパーソナリティを務めることを前提に、現タイトルへのリニューアルが行われた。メインパーソナリティを離れた深谷はフロートコーナーの進行として引き続き関わる。しかし、半年後の同年10月改編で『OH! MY CHANNEL!』の帯番組化など平日昼ワイド番組が再編されることに伴い、9月25日をもって終了することになった。なお、山浦はこの改編以降、月曜日の『ドラゴンズステーション』を担当する。

## 放送時間
- 平日：13時- 16時（JST）

## 出演者

### メインパーソナリティ
- 山浦ひさし（タレント）

### イチヂカラ応援隊→アシスタント
曜日別、日替わりで出演。なお、なかし・本美・増野は『〜ヨヂカラ!』当時からコーナー出演や休演時の代理パーソナリティなど頻繁に出演していた。『山浦ひさし!イチヂカラ!』への改題と同時に、肩書が変更された。
- 月曜日：なかし（スペードの3）
2019年6月16日は、山浦が肩の手術のため休演したため、メインパーソナリティを代行。
- 火曜日：本美大（アンダーポイント）
2019年6月17日は、前日と同じ理由で、メインパーソナリティを代行。
- 水曜日：三根孝彦（タックイン）
2019年9月11・18・25日は、三根の療養による休演のため、沢信之（タックイン）が代演[4]。
2019年12月18日は、沢が代演[5]。
- 木曜日：増野豊（アンダーポイント）
- 金曜日：市野瀬瞳（フリーアナウンサー（元中京テレビアナウンサー））
  - フリーアナウンサー転身直後かつ『山浦ひさし!イチヂカラ!』に改題された2020年4月3日より加入。

### 「深谷里奈!りなヂカラ!」担当
- 深谷里奈（元東海ラジオアナウンサー）
2020年3月27日までは山浦とともにメインパーソナリティーとして出演。山浦と深谷は、前述の『〜ヨヂカラ!』とは別に『山浦・深谷の年リク!!』（2011年4月〜2012年3月）でもパーソナリティとして共演している。

## 過去の出演者

### イチヂカラ応援隊
- 伊藤政臣（トラッシュスター）：金曜日 - 2019年12月27日をもって降板（実質的な最終出演は10月11日）
2019年10月18日より、伊藤が体調不良により休演のため、沢信之（タックイン）（10月18日・11月1日）[6][7]、絵になる小木曽さん（10月25日・11月15・29日・12月13日・27日）[8][9]、ヒラモトアイナ（おばけ）（11月8日・12月20日）[10]が代演していた。
- 絵になる小木曽さん：金曜日 - 2020年1月3日から3月27日までレギュラー出演。
  - 2020年2月7日は、深谷が体調不良のため休演したため、メインパーソナリティを代行[11]。
- 当初、4月の番組スタートから6月までの金曜のイチヂカラ応援隊は、7月からのレギュラーの座を賭けてのオーディションを兼ね、伊藤・小木曽を含めた以下の候補者が週替わりで出演していた。
  - 伊藤政臣（トラッシュスター）
  - 伊藤建（NO NAME）
  - 中山真希（トラッシュスター）
  - 絵になる小木曽さん

### ピンチヒッター応援隊研究生
深谷が休暇の際に、通常のイチヂカラ応援隊がパーソナリティ代理となるため、若手芸人が「応援隊研究生」として出演。
- 安田遥香（アホロートル） - 2019年8月19・20日
- ヒラモトアイナ（おばけ） - 2019年8月21-23日

## タイムテーブル
一部、前番組の『はーさん! ねねの! すんどめ!』（以下『〜すんどめ!』と略す）からそのまま引き継いだコーナー（☆印）や、『〜ヨヂカラ!』からそのまま移動したコーナー（★印）がある。
出典:

### 13時台
- いきなりヂカラ! - オープニングコーナー。
  - （月）ぶっちゃけマンデー! - リスナーからの相談事を受け付ける。
  - （火）雑学チューズデー! - 大人の雑学やマナーを紹介。
  - （水）大喜利ウエンズデー![注 1] - リスナーの大喜利回答を募集・紹介する。お題は週替わり。2019年度は「大喜利ヂカラ!」として金曜日の15時台に放送されていた。
  - （木）エンタメサーズデー! - 芸能情報を取り扱う。
  - （金）フリーフライデー! - 山浦によるフリートーク。
- 〇〇の!アシスタントーク! - アシスタントによるトークコーナー。「山浦!深谷!」時代は「応援隊○○の!○○な話!」、2020年4月2日-24日までは「〇〇の!コレ聞いてください!」のタイトルだった。
- みんなのチカラ![注 2] - リスナー電話参加型のクイズコーナー。 各曜日のアシスタントが「アシスタントにまつわるアシスタントしか知らないクイズ」を出題し、山浦とリスナーのどちらが先に正解できるかを対決をする。
2019年9月までは、深谷とイチヂカラ応援隊が出す3文字以内のヒントを聞き、何に対するヒントか当てる。（例：テーマが「野菜縛り」で、答えが「きゅうり」の場合、「みどり」「ながい」などと3文字以内でヒントを出す。）
2019年10月からは「繋げしりとり」と題し、山浦が出す言葉を、深谷・応援隊・リスナーの順にしりとりでつなぎ、最後は山浦が出した言葉に戻すゲーム形式だったが、短期間で新クイズに変更された。
2020年3月までは、山浦が「○で始まり×で終わる言葉」で出題し、リスナーは思いついたワードを2個答える（ただし3文字以上。例：あいうえおの「あ」で始まり、かきくけこの「か」で終わる言葉→「あめりか（アメリカ）」「あんか（行火）」）。「お助け」として2回に限り深谷およびイチヂカラ応援隊（ゲストの場合もあり）がヘルプとして答えることができる。
- マイホームパパ（月・水・金）☆ - リスナーの家族のエピソードを紹介するコーナー。
- 中日新聞ニュース・天気予報・交通情報（名古屋センター）
- 1時台聴いていれば答えられるキーワードクイズ - 「いきなりヂカラ!」と「〇〇の!アシスタントーク!」で発表されたキーワードを書いて応募する形式のプレゼントコーナー。

### 14時台
- 夕刊エクスプレス☆ - 中日新聞社社会部デスクと中継を結び、中日新聞夕刊の注目記事を紹介。
- 懺悔の値打ちはあるヂカラ![注 3] - ゲストまたはイチヂカラ応援隊が懺悔話をする。懺悔の本気度が伝わったかどうかの判定結果によって、5秒または15秒の「何でもPRタイム」に挑戦する。
- 深谷里奈!りなヂカラ!（月～木） - 2020年3月までメインパーソナリティーとして出演していた深谷による、曜日テーマに基づくトークコーナー。（事前収録）
  - （月）今夜の献立にいかがですか？「アスリート飯！」
  - （火）先方に多分喜ばれる！？「これで決まり！手土産セレクト！」
  - （水）これであなたもエンタメ通！？「おすすめエンタメ！」
  - （木）これが深谷里奈のおすすめ情報だ！「里奈のおすすめ！」
    - エコヂカラ（月1回）★ - 深谷が連載を担当する環境をテーマにしたフリーペーパー「Risa」との連動コーナー。「山浦!深谷!」時代は月1回・火曜日の単独コーナーだったが、2020年4月からは「りなヂカラ!」内で放送。
- 飛びこみマイク - 中継コーナー。
- ABCバスヂカラ!（月） - 「ヨヂカラ!」終了とともにコーナーも終了となっていたが、2019年9月2日より再開[12]。
- アシアナヂカラ（月1回・火）★
- 浅井大司 明日へのリンク（金）★ - 出演：浅井大司（焼肉一升びん三代目）、深谷里奈（事前収録）
- 中日新聞ニュース・天気予報・交通情報（高速一宮センター）

### 15時台
- ドラヂカラ![注 4] - スポーツアナウンサーが中継で中日ドラゴンズの最新情報を伝える。
- SKE48ヂカラ!（水） - SKE48メンバーが週替わりで1名出演[注 5]。
- エッチな時間です[注 6]
  - （月）先週のエッチな傑作選! - 前週の投稿から面白かったものを紹介。
  - （火）替えるだけでエッチになる言葉! - 1〜2文字替えるだけでエッチになる言葉や単語を募集・紹介する。
  - （水）エッチな大喜利! - エッチをテーマにした大喜利のリスナーによる回答を募集・紹介する。
  - （木）木曜日はエッチな意識調査! - 事前発表されたテーマに基づく意識調査。
  - （金）エッチな早口言葉! - 2019年度は深谷となかし、2020年度は市野瀬が、リスナーから募集した早口言葉に挑戦する。2019年度は月曜日に放送されていた。
- マイタウン情報☆
- リポート119（月〜木）☆ - 名古屋市消防局からのお知らせ。
- 県警インフォメーション（木）
- 多田木deいただき!ニクよう日（金）★ - 出演：多田木亮佑・中内こもる（事前収録）
- 中日新聞ニュース・天気予報・交通情報（名古屋センター）
- エンディング

### 過去のコーナー
- どうも!イチヂカラです!（13時台） - オープニングトーク
- 久光製薬プレゼンツ のびのびヂカラ!★（13時台）
  - （月）お便り紹介
  - （火）山浦によるお出かけやスポーツ関連などの話
  - （水）映画やコンサートなどの情報
  - （木）深谷によるお出かけなどの話
  - （金）お出かけ情報
- 音楽のチカラ!（13・14時台） - 毎週特集する歌手を決め、その歌手のヒット曲を放送する。
- ～豚旨（とんこく）うま屋ラーメンプレゼンツ～ 谷龍介のちょっとひと休み - 出演：谷龍介（事前収録・2019年10月1日-2020年4月30日[13]）
  - （月）ふつおた紹介
  - （火）思い出の一曲
  - （水）谷龍介の近況報告
  - （木）谷さん、ちょっと聞いて！
  - （金）週末に出かけたいおすすめスポット
    - オープニングテーマ：「良いことばかりじゃないけれど」谷龍介
    - エンディングテーマ：「When You're So Far Away」Jazz Crusaders
- エッチな時間です（2019年度）
  - （木）恥ずかしいぃぃぃ! - リスナーのエッチにまつわる恥ずかしい体験談や失敗談を募集・紹介する。
  - （金）金曜日はエッチな日記! - リスナーが送った子供の絵日記風のエッチなエピソードを深谷が読み上げる。

## 特別編成
- 2019年4月29日 -『ドラゴンズスペシャル 中日×阪神』中継のため、14:00までの放送となった。
- 2019年4月30日 - 『平成ライブラリー 激動の30年』（ニッポン放送制作）のため、15:00までの放送となった。
- 2019年5月1日 - 『ドラゴンズスペシャル 巨人×中日』中継のため、14:00までの放送となった。
- 2019年5月3日 - 『ドラゴンズスペシャル 中日×ヤクルト』中継のため、14:00までの放送となった。
- 2019年12月16・17・18日 - 同月15日（日曜日）に『アマチンのラジオにおまかせ 復刻版』を放送したことに伴い、同時間帯にレギュラー放送されている番組をそれぞれ曜日を移動して放送したため、以下の通り短縮放送となった。
  - 12月16日：『渕上雅代のゆうゆう介護 知恵の泉』放送のため、15:45までの放送となった。
  - 12月17日：『まいどあり～。』放送のため、15:45までの放送となった。
  - 12月18日：『健やかインフォメーション』放送のため、15:50までの放送となった。

## 公開生放送
- 2019年8月12日 ： 13:00-15:00 『山浦!深谷!イチヂカラ! in アスナル金山』 - アスナル金山 イベントステージより公開生放送
  - MC：山浦ひさし、深谷里奈
  - 出演者（イチヂカラ応援隊）：なかし（スペードの3）、本美大（アンダーポイント）、三根孝彦（タックイン）、増野豊（アンダーポイント）、伊藤政臣（トラッシュスター）
  - ゲスト：SKE48（石黒友月、相川暖花、深井ねがい、白井友紀乃、藤本冬香）

なお、15:00-16:00は東海ラジオ本社スタジオより『なかし!井田!イチヂカラ!』として放送。パーソナリティ：なかし（スペードの3）、井田勝也（東海ラジオアナウンサー）
- 2019年11月22日 ： 13:00-15:00 『山浦!深谷!イチヂカラ! in 名古屋モーターショー』 - ポートメッセなごや 1号館特設ステージより公開生放送
  - MC：山浦ひさし、深谷里奈
  - 出演者（イチヂカラ応援隊）：なかし（スペードの3）、三根孝彦（タックイン）、絵になる小木曽さん、安田遥香（アホロートル）、中山真希（トラッシュスター）
  - ゲスト：SKE48（松本慈子、荒井優希、大場美奈、熊崎晴香、谷真理佳）

なお、15:00-16:00は東海ラジオ本社スタジオより『井田!ヒラモトアイナ!イチヂカラ!』として放送。パーソナリティ：井田勝也（東海ラジオアナウンサー）、ヒラモトアイナ（おばけ）
- 2020年2月11日 ： 13:00-15:00 『山浦!深谷!イチヂカラ! in アスナル金山』 - アスナル金山 イベントステージより公開生放送
  - MC：山浦ひさし、深谷里奈
  - 出演者（イチヂカラ応援隊）：なかし（スペードの3）、本美大（アンダーポイント）、三根孝彦（タックイン）、増野豊（アンダーポイント）、絵になる小木曽さん
  - ゲスト：BOYS AND MEN（本田剛文、勇翔、平松賢人、土田拓海、吉原雅斗）

なお、15:00-16:00は東海ラジオ本社スタジオより『本美!井田!イチヂカラ!』として放送。パーソナリティ：本美大（アンダーポイント）、井田勝也（東海ラジオアナウンサー）